# Vito d'Asio
 (octobre 2007).
Si vous disposez d'ouvrages ou d'articles de référence ou si vous connaissez des sites web de qualité traitant du thème abordé ici, merci de compléter l'article en donnant les références utiles à sa vérifiabilité et en les liant à la section « Notes et références ».
Vito d'Asio (Vît en frioulan) est une commune d'environ 900 habitants de la province de Pordenone, située dans les Préalpes Carniques, dans la région autonome du Frioul-Vénétie Julienne en Italie.

## Administration
| Période                                  | Période  | Identité         | Étiquette | Qualité |
| ---------------------------------------- | -------- | ---------------- | --------- | ------- |
| 29 mai 2007                              | En cours | Vincenzo Manelli |           |         |
| Les données manquantes sont à compléter. |          |                  |           |         |

### Hameaux
Anduins, Casiacco, San Francesco, Pielungo, Battaias, Battain, Brich, Ringans, Carlutz, Castello Ceconi, Cedolins, Cerdevol, Chiaval, Clementins, Dean, Pert, Pian del Ferro, Chiamp, Cosoi, Forno, Giallinars, Gotz, Juris, Carlutz, La Busa, La Val, Ross, Surcins, Toffoi, Michiai, Tinei, Fruinz, Sacoças, Marins, Nandrus, Paveon, Reonis, Selets, Stallon, Valentins, Vallata, Celante di Vito, Zanetz.

### Communes limitrophes
Castelnovo del Friuli, Cavazzo Carnico, Clauzetto, Forgaria nel Friuli, Pinzano al Tagliamento, Preone, Tramonti di Sotto, Trasaghis, Verzegnis.